# Samodzielny Połtawski Batalion Ochotniczy
Samodzielny Połtawski Batalion Ochotniczy (ros. Отдельный Полтавский Добровольческий батальон) – ochotniczy oddział wojskowy białych podczas wojny domowej w Rosji.
Pod koniec listopada 1918 r. ponad 80 Rosjan ze składu Samodzielnego Korpusu Armii Hetmańskiej Pawło Skoropadskiego uczestniczyło w obronie Połtawy w rejonie wsi Sieleszczina. Na ich czele stał płk M.J. Sobolewski. Było wśród nich wielu oficerów wyższego stopnia, m.in. książę kontradm. Michaił B. Czerkaski. Po zdobyciu Połtawy przez wojska petlurowskie, większość żołnierzy oddziału, nazwanego 1 grudnia Samodzielnym Połtawskim Batalionem Ochotniczym, odmówiło poddania się. Dołączyli do nich inni oficerowie Samodzielnego Korpusu na czele z ppłk. Korolkowym i kadrami 34 sewskiego pułku piechoty pod dowództwem płk. S.M. Ratmanowa. Postanowiono przebić się w kierunku Krzemieńczuka. Jednakże część oddziałów płk. S.M. Ratmanowa skapitulowała przed Niemcami, zaś pozostali 22 grudnia samodzielnie przebili się w kierunku Odessy. W tej sytuacji rozpoczęto rozmowy z petlurowcami, które prowadził ks. M.B. Czerkaski. W ich wyniku 27 grudnia Rosjanie poddali się Ukraińcom. Część z nich zostało rozstrzelanych, zaś pozostali byli wywiezieni do Niemiec, gdzie osadzono ich w obozach dla internowanych. Po 5 miesiącach wyszli na wolność, po czym przyjechali do Lipawy, wstępując do nowo formowanego Oddziału Lipawskiego.